# Mosquée El Atik (Sétif)
La mosquée El Atik est l'une des principales mosquées de Sétif (Algérie). Sa construction remonte au milieu du XIXe siècle. Cet édifice a eu une influence majeure sur l'architecture de la région.
En 2022, et depuis 1992, le docteur Brahim Boudoukha en est l'imam.

## Emplacement
La mosquée se situe au cœur de la ville de Sétif, en face de la mairie, à quelques mètres de la fontaine d'Ain El Fouara,.

## Histoire

### Période coloniale
La mosquée naît dans les années 1840, dans le contexte de la colonisation du pays par la France. Après avoir détruit la ville de Sétif, la France, consciente du risque de couper la population de sa pratique religieuse, décide d'y construire une mosquée. Une femme de la ville, dénommée Kouroughlia met à disposition son terrain à cet effet. La conception du bâtiment est confiée à Ali Lagha, un architecte turc. Les travaux débutent en 1845 et s'achèvent en 1848.
Conçue comme une œuvre de propagande au service de la colonisation française, elle finit par devenir un symbole de l'islamité de l'Algérie.

### Depuis l'indépendance
Initialement baptisée « la Grande Mosquée », ce n'est qu'après l'indépendance qu'elle prend le nom d'el-Masjid el-Atik (« l'ancienne mosquée »).
En 1980, des travaux de réhabilitation et d'extension sont entrepris.
Depuis 2015, à la suite du décret n°4536 du wali de Sétif, la mosquée est inscrite à l'inventaire supplémentaire des biens culturels protégés. 

## Architecture
L'architecture de cette mosquée est unique dans la région et se distingue par sa sobriété, son homogénéité, son classicisme et sa clareté. Le génie militaire français, responsable de sa conception, semble avoir s'être inspiré d'une église.
Comme l'architecture de l'ensemble de la mosquée, le minaret est de style ottoman. Il est confronté à des risques sismiques et climatiques, déplaçant sa structure par rapport à l'axe initial.
Depuis les travaux de 1980, la superficie de la mosquée est de 3 000m²,.
La mosquée dispose d'une école coranique (madrasa), particulièrement prisée de la population. Des cours d'apprentissage du Coran et d'alphabétisation à destination des femmes y sont également dispensés.